# Antonio Rotta

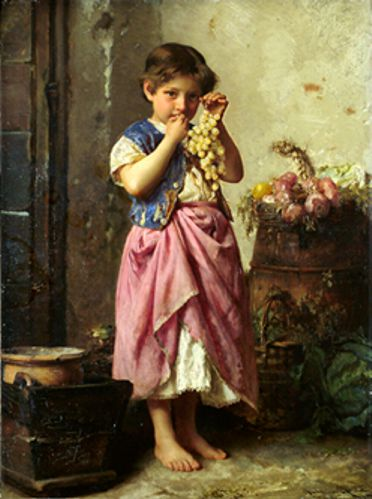
L’ortolanella, 1884

Antonio Rotta (Gorizia, 28 febbraio 1828 – Venezia, 10 settembre 1903) è stato un pittore italiano di genere della seconda metà del 1800.

## Biografia
Antonio Rotta, noto anche come il pittore delle "Ballate veneziane" o "poeta di Venezia",  è stato un importante pittore italiano del diciannovesimo secolo della Pittura di genere, uno stile pittorico che si dedica alle scene di vita quotidiana. Rotta, trasferitosi a Venezia, frequentò l'Accademia di Belle Arti di Venezia dal 1841, dove fu allievo di Ludovico Lipparini (1800–1856).
Dal matrimonio di Antonio Rotta con una figlia di Lattanzio Querena nacque il figlio Silvio Giulio (1853–1913), che divenne suo allievo.
Nel 1853 partecipò all'Esposizione di Belle Arti a Milano con il dipinto storico Tiziano Vecellio istruisce nella pittura Irene di Spilimbergo.
Nel 1878 vinse il premio dell'esposizione del Salone del Louvre di Parigi. Nel 1891 espose a Berlino. Nel 1894 partecipò all'Esposizione artistica di Gorizia con il dipinto Stella marina.
Sue opere si trovano in numerosi musei in tutto il mondo, al Museo d'Arte di Filadelfia come nei musei di Helsinki e nel Museo Revoltella di Trieste. La sua città natale custodisce molte sue opere, soprattutto ritratti, presso i Musei Provinciali di Storia ed Arte di Gorizia, molte delle sue opere sono state vendute all'estero e si trovano in importanti collezioni private.
La città di Venezia alla Biennale di Venezia del 1932, con l'approvazione della commissione artistica composta da Italico Ottone, Elio Zorzi e Domenico Varagnolo ha voluto esporre in una sezione dedicata con menzione speciale, le opere postume di Antonio Rotta, per celebrare i trent'anni della Biennale di Venezia, con l'intento di commemorare l'intimo carattere della pittura veneziana di fine Ottocento, che è considerato un momento primario nella storia dell'arte mondiale.
Le Raccolte d'arte dell'Ospedale Maggiore di Milano conservano un ritratto di Francesco Ponti (1832–1895) eseguito da Antonio Rotta nel 1896 su commissione del Consiglio direttivo di quell'ente ospedaliero in memoria del suo benefattore.

## Omaggi
- La città di Gorizia ha dedicato ad Antonio Rotta l'intitolazione di una pubblica via.

## Premi
- Medaglia del Salone di Parigi, Museo del Louvre, 1878
- Premio per l'Esposizione universale di Parigi (1878), Expo Parigi
- Premio dell'Accademia di belle arti di Venezia (Accademia Veneta)
- Medaglia della Fiera mondiale di Vienna 1873, Expo Vienna

## Musei
- Collezione Farnesina, Ministero Affari Esteri,  presso l'Ambasciata Italiana del Portogallo, Palazzo dei Conti di Pombeiro, Lisbona[6]
- Pinacoteca di Brera, Milano
- Metropolitan Museum of Art, Stati Uniti
- Philadelphia Museum of Art, Stati Uniti
- MAM - Milwaukee Art Museum[7], Stati Uniti
- The Walters Art Museum[8], Stati Uniti
- Musei Reali di Torino
- Museo Kiasma, Museum of Contemporary art, Helsinki, Finlandia
- Museo Revoltella, Trieste[9]
- Galleria d'arte moderna Achille Forti[10]
- Art Renewal Center (ARC), New Jersey, USA[11]
- Civici Musei di Storia ed Arte di Trieste (inv. 20075)
- Musei Provinciali di Storia ed Arte di Gorizia
- Raccolte d'arte dell'Ospedale Maggiore di Milano
- Pinacoteca della Fondazione Cassa di Risparmio di Gorizia[12]
- MAG Museo Alto Garda, Arco, Riva del Garda
- Fondazione Palazzo Coronini Cronberg
- Museo provinciale della grande guerra
- Civico museo d'arte orientale, Trieste[13]
- Collezione Casa Reale Savoia
- Musei civici di Padova, Museo Bottacin di Padova
- Museo Palazzo Attems, Gorizia

## Mostre
- Società per le Belle Arti ed Esposizione Permanente, Milano, 1853
- Esposizione del Salone di Parigi, Museo del Louvre, Parigi, 1878
- Esposizione di Berlino, 1891
- Esposizione artistica di Gorizia, 1894
- La Biennale di Venezia, XVIII Esposizione internazionale d'arte, 1932
- Bicentenario dell'Accademia di Venezia, 1950
- "Rivelazioni", Ministero per i beni e le attività culturali, sotto l'alto patronato della Presidenza della Repubblica, Museo Fondazione Cassa di Risparmio di Gorizia, Gorizia, 2011
- "Capolavori ritrovati e importanti opere inedite. Pittura Veneta dell'800", Enrico Gallerie Via Senato, Milano, 2012
- "Nobiltà del lavoro, arti e mestieri nella pittura veneta tra '800 e '900", Soprintendenze per i Beni Architettonici e Paesaggistici per le province di Venezia, Belluno, Padova e Treviso, Villa Pisani (Stra), Venezia, 2012
- "I Maestri del colore. Arte a Venezia nell'800", Galleria Bottegantica, Milano, 2017
- "Memories of Serenissima", Istituto Italiano di Cultura, New York, 2017

## Stile
Rotta si specializzò nella pittura di genere: scenette e figure d'ambiente veneziano, alcune volte venate d'umorismo, ma cimentandosi anche in alcuni quadri di tema storico (Tiziano istruisce Irene di Spilimbergo) e sacro.
Non soddisfatto dei risultati ottenuti si volse nuovamente al realismo dei suoi soggetti preferiti, come gli umili o l'infanzia. Antonio Rotta si forma in un momento in cui il rapporto che legava la pittura storica ai generi minori appariva ancora problematico, in quanto, se nelle Accademie veniva privilegiata la prima, la nuova classe borghese, di recente ascesa, mostrava di prediligere i secondi. Questo fatto porta Rotta a sperimentare il suo talento, dopo qualche grande pala di genere storico, come pittore di genere che non disdegna, ma anzi ricerca, soggetti umili, diventando un vero e proprio precursore in questo campo (Lorenzo Tommasini). 
Antonio Rotta è considerato il padre della pittura di genere. Nel ritrarre le scene di genere, situazioni quotidiane, in cui i personaggi sono colti in un momento antieroico che viene riproposto con una pittura realista che celebra "la dignità del vivere".

## Opere

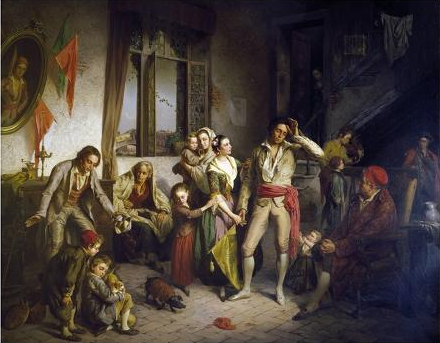
Sconfitto alla regata 1858, Pinacoteca di Brera, Milano
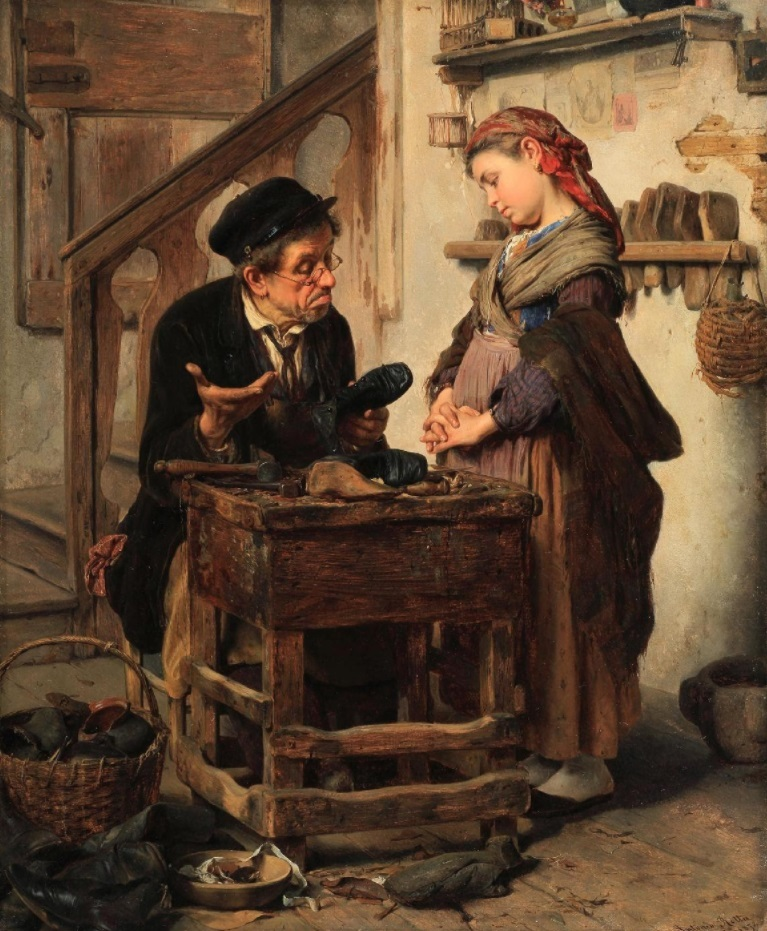
Il caso senza speranza 1881, Walters Art Museum, Baltimora
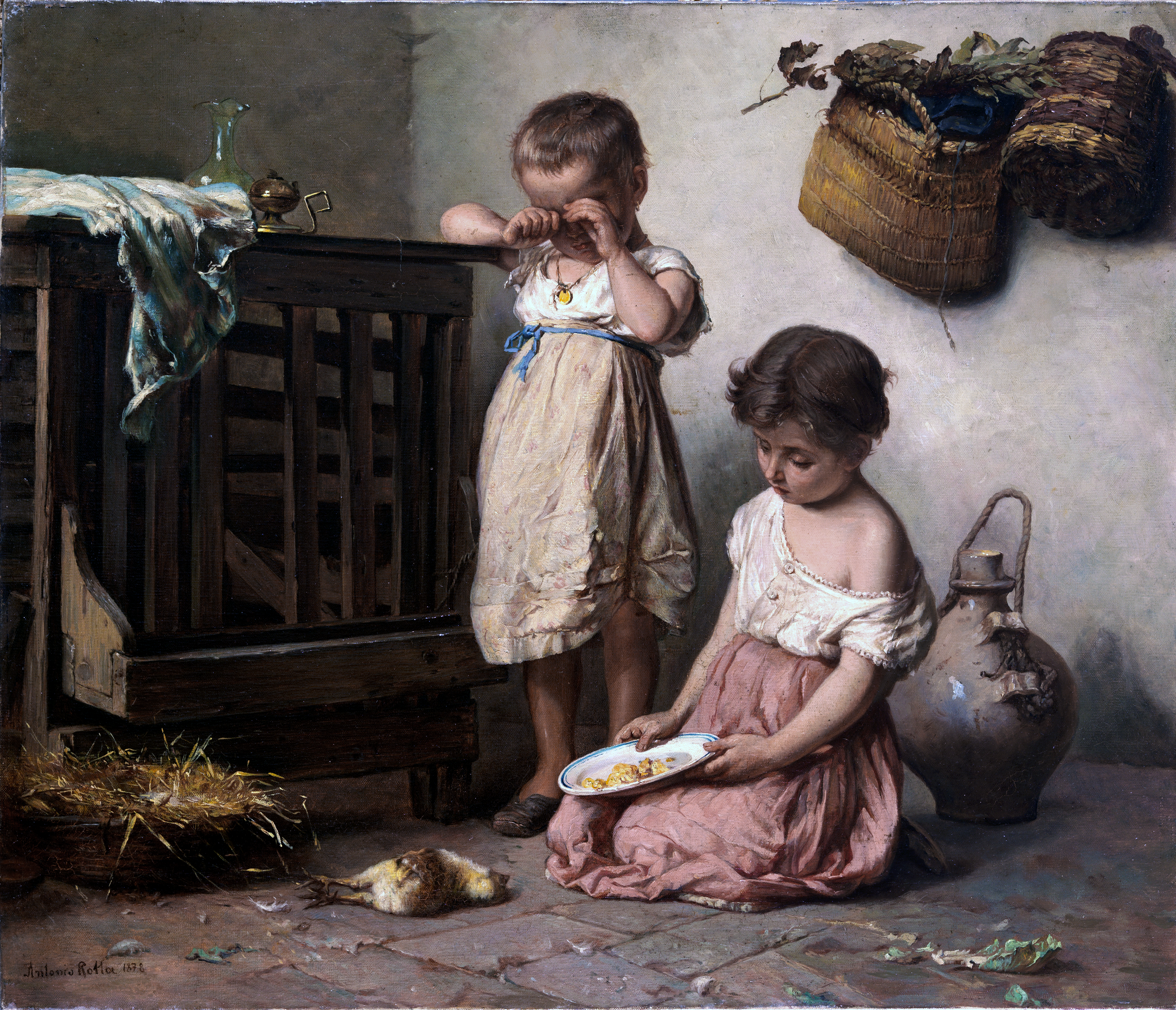
La morte del pulcino 1878, Museo d'arte moderna e contemporanea di Trento e Rovereto
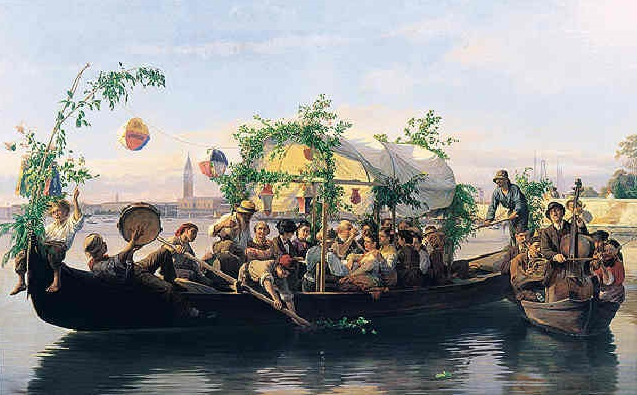
Una festa a Venezia (1872)
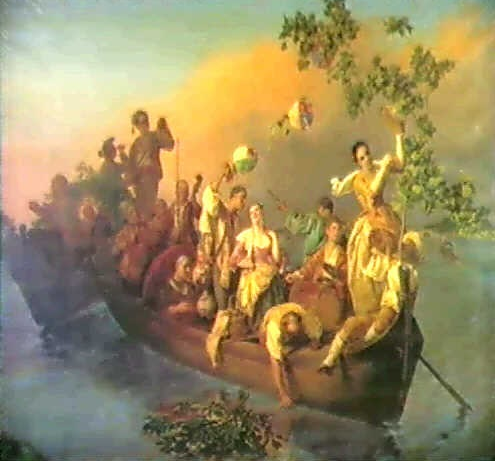
Venetian Water fete (1863)
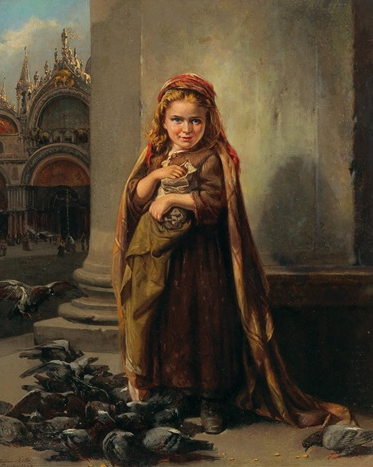
Dare da mangiare alle colombe in Piazza San Marco a Venezia (1869)
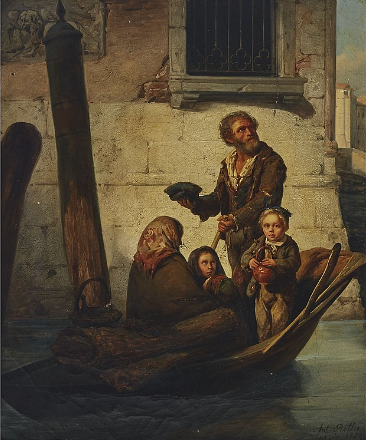
Famiglia di contadini sul canale di Venezia (1854)
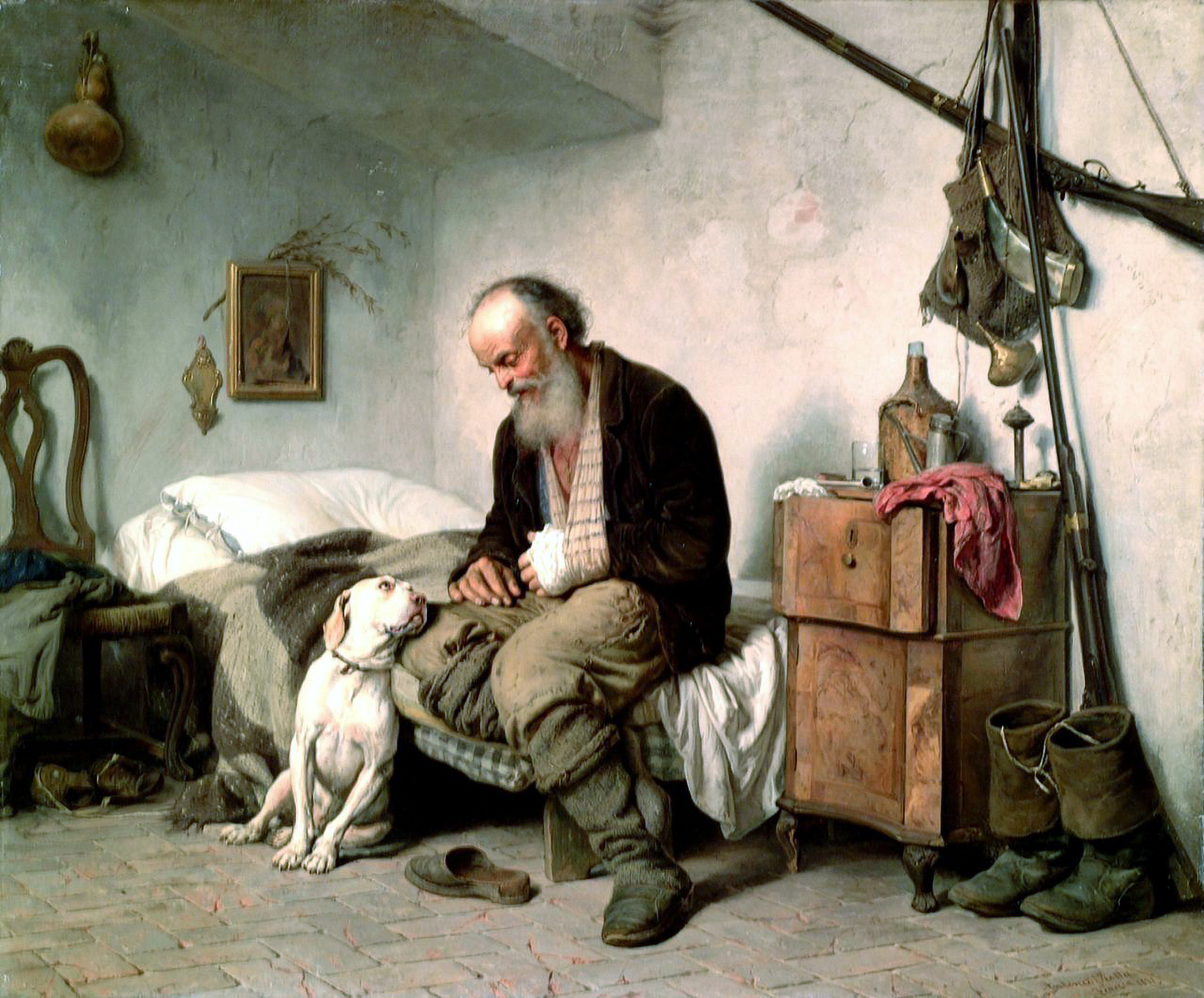
Un uomo ed il suo cane
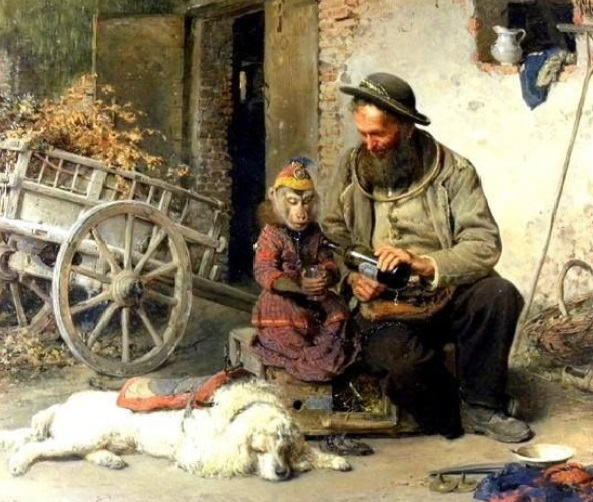
Ora di pranzo
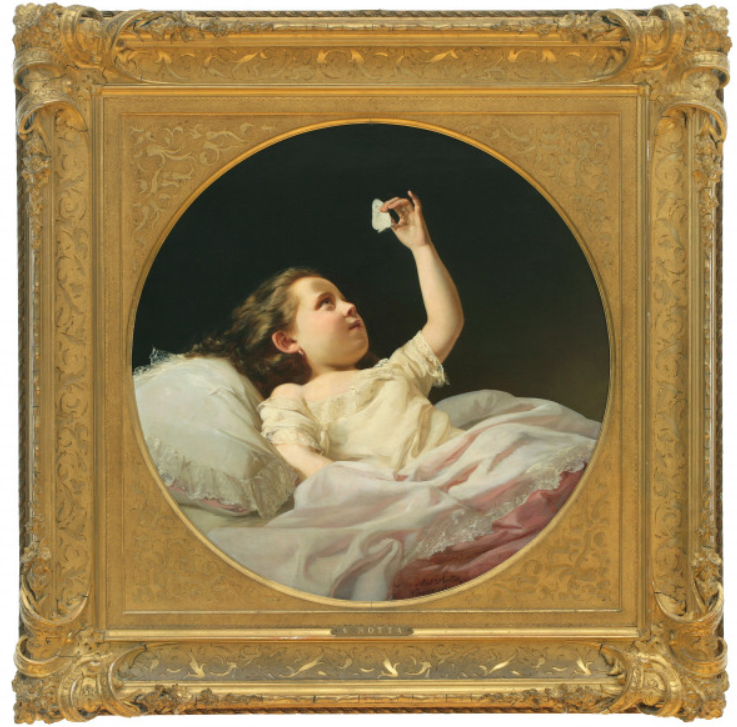
Bambina in culla che gioca con una farfalla

### Scenette e figure di genere
- Sconfitto alla regata
- Il bambino devoto
- Il caso senza speranza
- La morte del pulcino
- L'amante della serva (The servant lover), Venezia, 1866
- La bambina ritrovata a Venezia (1858)
- Baccanale Chioggiotto, noto anche come Festa veneziana, 1857
- Il ciabattino (The cobbler)
- L'ubriaco
- Il ladro di polli
- Lion decaduto, 1862
- Saltimbanco del villaggio
- Fanciullo chioggiotto che veste il primo abito clericale
- Dopo la veglia del Redentore
- La famiglia del cacciatore
- Stella di mare
- I figli del pescatore
- Prime illusioni
- C'è capitato
- Lustrando si fa carriera
- La piccola figlia del cacciatore
- L'ortolanella
- La colazione
- I pulcini
- La bua
- La cura del cane, 1866
- Il cane torna a casa, 1866
- Il pescatore con la nipote[17]
- La piccola ferita[17]
- Quando che gera giovine del 1893

### Soggetti storici e sacri
- Tiziano istruisce Irene di Spilimbergo, premiato dall'Accademia Veneta
- Il Samaritano medica il ferito
- San Paolo sulla strada di Damasco affascinato dall'apparizione di Cristo
- Francesco I e Margherita di Valois
- Il Garibaldino morente
- Episodio dell'insurrezione polacca (Rivolta di Gennaio)